# Michel Mayor
Dr. Michel Gustave Édouard Mayor (sinh ngày 12 tháng 1 năm 1942 tại Lausanne) là một nhà thiên văn vật lý học, giáo sư danh dự người Thụy Sĩ tại khoa Vũ Trụ học, Đại học Geneva. Ông đã về hưu năm 2007, nhưng vẫn còn làm việc với tư cách nhà nghiên cứu tại Đài Quan Sát Geneva. Ông nhận giải thưởng Viktor Ambartsumian năm 2010.
Ông cùng hai người khác Jim Peebles, và Didier Queloz nhận giải Nobel vật lý 2019,
Mayor có bằng Thạc sĩ Vật lý tại Đại học Lausanne (1966) và Tiến sĩ Thiên văn học từ Đài thiên văn Geneva (1971). Luận án của ông cũng có một bài báo gọi là "Tiểu luận về tính chất động học của các ngôi sao trong vùng lân cận mặt trời: mối quan hệ có thể với cấu trúc xoắn ốc thiên hà". Ông là nhà nghiên cứu tại Viện Thiên văn học tại Đại học Cambridge năm 1971. Sau đó, ông đã trải qua các học kỳ nghỉ phép tại Đài thiên văn Nam châu Âu (ESO) ở phía bắc Chile và tại Viện Thiên văn học của Đại học Hawaii. 